# Меленковский уезд
Меленко́вский уе́зд — административно-территориальная единица во Владимирской губернии Российской империи и РСФСР, существовавшая в 1778—1926 годах. Уездный город — Меленки.

## География
Уезд был расположен на юге Владимирской губернии. Граничил с Судогодским уездом на севере, Муромским на северо-востоке, а также с Рязанской губернией на западе, Тамбовской на юге и Нижегородской на востоке. Занимал площадь в 5 255,3 км² (4 618 кв. вёрст).
Уезд орошается притоками Оки и только в северной части протекает Судогда, приток Клязьмы. Ока в пределах уезда судоходна. Из её притоков более значительны: Колпь, Унжа, Гусь.

### Современное положение

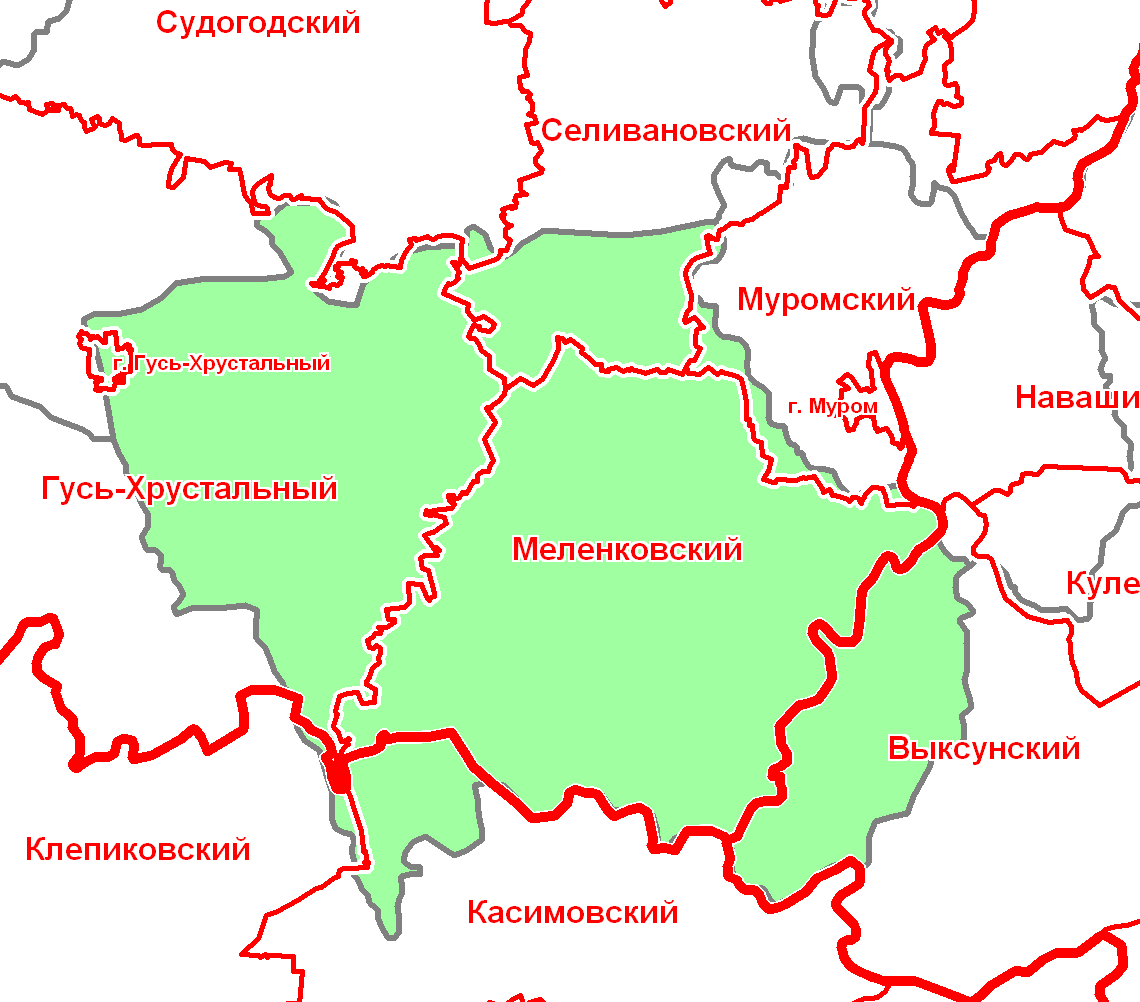
Меленковский уезд в современной сетке районов

В настоящее время территория уезда (в границах на 1917 год) входит в состав Меленковского, Гусь-Хрустального, Селивановского районов Владимирской области, Касимовского района Рязанской области и Выксунского района Нижегородской области.

## История
Уезд был образован в 1778 году в составе Владимирского наместничества (с 1796 — Владимирской губернии).
По декрету ВЦИК от 23 сентября 1926 года уезд был ликвидирован. Его территория вошла в состав Муромского и вновь образованного Гусевского уездов.

## Уездные предводители дворянства
| Срок полномочий  | Предводитель дворянства          | Годы жизни        | Комментарии               |
| ---------------- | -------------------------------- | ----------------- | ------------------------- |
| 1778 — 1781      | Романов, Василий Петрович        |                   | капитан                   |
| 1782 — 1784      | Константинов, Иван Михайлович    |                   | подпоручик                |
| 1785 — 1787      | Названов, Никита Иванович        |                   | секунд-майор              |
| 1788             | Сверчков, Иван Степанович        |                   | бригадир                  |
| 1788 — 1790      | Арапов Иван Андреевич            |                   | гвардии прапорщик         |
| 1791—1793        | Юматов, Петр Тимоѳеевич          |                   | подпоручик                |
| 1794 — 1796      | Дубенский, Иван Афанасьевич      |                   | гвардии прапорщик         |
| 1797 — 1808      | Названов, Никита Иванович        |                   | надворный советник        |
| 1809 — 1811      | Мальцов, Иван Фомич              |                   | надворный советник        |
| 1812 — 1817      | Мальцов, Пётр Фомич              |                   | секунд-майор              |
| сент. 1817—1823  | Названов, Николай Никитич        | (1784—1848)       | гвардии штабс-капитан     |
| 1824 — 1826      | Гейцыг, Александр Иванович       |                   | подполковник              |
| 1827 — 1832      | Названов, Николай Никитич        | (1784—1848)       | гвардии штабс-капитан     |
| 1833 — 1835      | Евсюков, Иван Яковлевич          |                   | чиновник 6 класса         |
| 1836 — 1838      | Гофман, Владимир Иванович        | (?—1849)          | штабс-капитан             |
| 1842 — 1847      | Бурцев, Алексей Иванович         | (1775 — ок. 1853) | губернский секретарь      |
| 1848 — 1853      | Юматов, Василий Петрович         |                   | коллежский секретарь      |
| 1854 — 5.05.1866 | Подседлевич, Александр Францевич | (1828—1866)       | коллежский ассесор        |
| 1867 — 1869      | Бычков Николай Дмитриевич        |                   | ротмистр                  |
| 1870 — 1872      | Дубенский Александр Николаевич   |                   | капитан                   |
| 1873 — 1875      | Мингалев, Василий Сергеевич      |                   | штабс-капитан             |
| 1876 — 1880      | Чижов, Николай Петрович          |                   | поручик                   |
| 1880 — 1881      | Чижов, Пётр Алексеевич           | (1802—1881)       | подполковник              |
| 1881 — 1887      | Толстой, Павел Александрович     |                   | поручик/статский советник |
| 1888 — 1889      | Муратов Николай Павлович         | (1850—1914)       |                           |
| 1890             | Маньков, Александр Петрович      |                   |                           |
| 1891 — 1905      | Муратов Николай Павлович         | (1850—1914)       |                           |
|                  | Шелепов, Василий Александрович   | (1856—1920)       |                           |
|                  |                                  |                   |                           |

## Население
Население уезда в 1859 году — 95 393 человек. По переписи 1897 года в уезде было 142 304 жителей (65 270 мужчин и 77 034 женщин).

### По вероисповеданию
- православные — 106 996,
- раскольники — 19 067,
- греко-католики — 16,
- протестанты — 12,
- иудеи — 175,
- прочие — 226.

В уезде 49 православных церквей, множество раскольничьих (молельнных).

### Посословию
- дворяне — 166,
- духовенство — 612,
- купцы — 1 045,
- мещане — 4 258,
- военные — 3 175,
- крестьяне — 118 028,
- прочие — 105.

## Административное деление
В 1890 году в состав уезда входило 18 волостей
| № п/п | Волость            | Волостное правление | Число селений | Население |
| ----- | ------------------ | ------------------- | ------------- | --------- |
| 1     | Архангельская      | с. Архангел         | 12            | 9045      |
| 2     | Бутылицкая         | с. Бутылицы         | 13            | 5379      |
| 3     | Гусевская          | с. Гусь-Верпутец    | 2             | 6499      |
| 4     | Давыдовская        | с. Давыдово         | 16            | 5603      |
| 5     | Дмитровско-Горская | с. Дмитриевы Горы   | 8             | 6856      |
| 6     | Досчатинская       | с.Досчатое          | 4             | 5523      |
| 7     | Драчёвская         | с. Драчёво          | 26            | 5609      |
| 8     | Заколпская         | с. Заколпье         | 24            | 18915     |
| 9     | Крюковская         | с. Крюково          | 19            | 3632      |
| 10    | Лавсинская         | с. Лався            | 7             | 2779      |
| 11    | Лехтовская         | с. Лехтово          | 20            | 9129      |
| 12    | Ляховская          | с. Ляхи             | 19            | 12339     |
| 13    | Папулинская        | с. Папулино         | 32            | 7962      |
| 14    | Тургеневская       | с. Тургенево        | 14            | 5803      |
| 15    | Усадская           | с. Усад             | 14            | 5970      |
| 16    | Цикульская         | с. Цикуль           | 7             | 2546      |
| 17    | Черсевская         | с. Черсево          | 14            | 5137      |
| 18    | Шиморская          | с. Шиморское        | 10            | 8370      |

## Населённые пункты
В 1859 году наиболее крупные населённые пункты:
- Гусевский чугунный и железный завод (5 327 чел.)
- Меленки (4 736 чел.)
- Гусевская хрустальная фабрика (3 282 чел.)
- Дмитриевы Горы (1 406 чел.)
- Ляхи (1 347 чел.)
- Досщато-Железницкий завод (1 208 чел.)
- Синжаны (1 178 чел.)
- Бутылицы (1 021 чел.)

По переписи 1897 года наиболее крупные населённые пункты уезда (более 500 жит.):
| - Гусевская бумагопрядильная фабрика — 11 981 чел.; - город Меленки — 8 909 чел.; - с. Веркуц (Гусевский завод Баташевых) — 3494 чел.; - д. Песочная — 2120 чел.; - с. Синжаны — 1964 чел.; - с. Дмитриевы Горы — 1854 чел.; - д. Мотмос — 1751 чел.; - с. Шиморское — 1723 чел.; - с. Урваново — 1682 чел.; - с. Ляхи — 1484 чел.; - д. Черная — 1292 чел.; - с. Илькино — 1285 чел.; - с. Бутылицы — 1275 чел.; - д. Толстиково — 1235 чел.; - д. Софроново — 1228 чел.; - с. Досчатино — 1169 чел.; - д. Максимово — 1094 чел.; - с. Заколпье — 1089 чел.; - д. Сала — 1083 чел.; - с. Воютино — 1058 чел.; | - с. Коровино — 1045 чел.; - с. Кононово — 1042 чел.; - с. Григорово — 1027 чел.; - с. Окатово — 967 чел.; - д. Аксёново — 943 чел.; - д. Данилово — 942 чел.; - с. Денятино — 878 чел.; - д. Адино — 869 чел.; - д. Высоково — 867 чел.; - д. Славцево — 844 чел.; - с. Константиново — 843 чел.; - Верхоунженский завод — 833 чел.; - д. Левенда — 831 чел.; - д. Усад — 828 чел.; - д. Ильино — 820 чел.; - с. Санчур — 816 чел.; - с. Репино — 807 чел.; - д. Кулаки — 789 чел.; - д. Антоновка — 779 чел.; - д. Грязная — 774 чел.; | - с. Решное — 772 чел.; - с. Черсево — 771 чел.; - с. Нижняя Верея — 761 чел.; - д. Василёво — 754 чел.; - д. Злобино — 744 чел.; - с. Вёшки — 742 чел.; - с. Цикуль — 739 чел.; - д. Паново — 730 чел.; - сельцо Скрипино — 730 чел.; - д. Савково — 719 чел.; - сельцо Кузьмино — 714 чел.; - д. Тащилово — 712 чел.; - фаб. пос. Золотковский хрустальный завод — 707 чел.; - д. Верхняя Верея — 706 чел.; - д. Кулаки — 700 чел.; - сельцо Малый Санчур — 689 чел.; - д. Старинки — 688 чел.; - с. Архангел — 680 чел.; - д. Большой Приклон — 675 чел.; - д. Дмитриева — 673 чел.; | - с. Верхозерье — 672 чел.; - д. Тургенево — 672 чел.; - д. Таланово — 666 чел.; - д. Икшево — 662 чел.; - д. Селино — 647 чел.; - д. Борковка — 644 чел.; - д. Черниченка — 641 чел.; - д. Двойново — 637 чел.; - д. Тимошино — 633 чел.; - д. Осинки — 618 чел.; - с. Губцево — 614 чел.; - д. Новониколаевское — 608 чел.; - д. Дудор — 600 чел.; - с. Кудрино — 599 чел.; - д. Лехтово — 591 чел.; - д. Чаур — 583 чел.; - д. Фурсово — 583 чел.; - с. Лався — 566 чел.; - с. Окшово — 563 чел.; | - д. Кошкинка — 560 чел.; - д. Урюсево — 557 чел.; - д. Тамболес — 553 чел.; - д. Дмитриево — 551 чел.; - д. Иватино — 539 чел.; - д. Левино — 533 чел.; - д. Крутцы — 532 чел.; - д. Першково — 531 чел.; - д. Ново-Дурово — 529 чел.; - выселок Колпский — 523 чел.; - д. Купреево — 520 чел.; - д. Войново — 517 чел.; - с. Казнево — 516 чел.; - с. Домнино — 514 чел.; - с. Григорьево — 514 чел.; - с. Степаньково — 511 чел.; - д. Каменка — 510 чел. |

## Экономика
1 бумажно-ткацкая фабрика с 4496 рабочими, 3 фарфорофаянсовых завода с 1077 рабочими, стеклянный завод 1, кожевенных заводов 3, маслобоен 22, винокуренный завод 1, картофельно-паточных завода 2, картофельно-тёрочных заводов 9, 5 железоделательных и чугуноплавильных заводов, 21 кирпичный завод. Всех ярмарок в уезде 24. Из них более значительные бывают в Меленках, Досчатинской пристани, селах Нормоче, Закопольне и на Гусевской фабрике.